# Mastercard Off Camera 2020
13. edycja Mastercard OFF CAMERA odbywała się w dniach 11-25 września 2020 r.
Ze względu na szczególne okoliczności związane z pandemią Covid-19 Festiwal Mastercard OFF CAMERA zamienił filmową majówkę w jesienne święto kina niezależnego. Organizatorzy zdecydowali się na niestandardowe formy projekcji – pokazy filmów na player.pl, kino samochodowe oraz „Kino z okna”.

## Sekcje festiwalu[2]

### „Znowu w drodze” – filmy z sekcji
- „Adoration” (reż. Fabrice du Welz)
- „Lillian” (reż. Andreas Horvath)[3]
- „Savage State” (reż. David Perrault)
- „Przyjaźń bez granic” (reż. Sebastian Schipper)

### „Między nami kobietami” – filmy z sekcji
- „Working Girls” (reż. Frédéric Fonteyne, Anne Paulicevich)[4]
- „Flesh out” (reż. Michela Occhipinti)[5]
- „A Bump Along the Way” (reż. Shelly Love)
- „Leftover Women” (reż. Hilla Medalia, Shosh Shlam)

### „Związki i rozwiązki” – filmy z sekcji
- „Port Authority” (reż. Danielle Lessovitz)
- „Verdict” (reż. Raymund Ribay Gutierrez)
- „And the Birds Rained Down” (reż. Louise Archambault)[6]
- „Top End Wedding” (reż. Wayne Blair)

### Panorama – filmy z sekcji
- „Alice and the Mayor” (reż. Nicolas Pariser)
- „Rare Beasts” (reż. Billie Piper)
- „Zombi Child” (reż. Bertrand Bonello)
- „The Sleepwalkers” (reż. Paula Hernández)
- „Pacified” (reż. Paxton Winters)

### Amerykańscy niezależni – filmy z sekcji
- „Diane” (reż. Kent Jones)
- „Szalone noce z Emily” (reż. Madeleine Olnek)
- „Święta Frances” (reż. Alex Thompson)
- „Niedosyt” (reż. Carlo Mirabelli-Davis)[7]

### Festiwalowe hity – filmy z sekcji
- „Sierpień w Madrycie” (reż. Jonás Trueba)
- „Jaskółki z Kabulu” (reż. Zabou Breitman i Eléa Gobbé-Mévellec)
- “Niech stanie się światłość” (reż. Marko Škop)
- „A potem tańczyliśmy” (reż. Levan Akin)[8]

### Tanie dreszcze – filmy z sekcji
- „Antigone” (reż. Sophie Deraspe)
- „Pelican Blood” (reż. Katrin Gebbe)
- „Guest of Honour” (reż. Atom Egoyan)
- „The Last to See Them” (reż. Sara Summa)

Kina plenerowe
Kina plenerowe – w ramach pokazów filmów pod gołym niebem, widzowie mieli możliwość obejrzeć filmy w ramach kina samochodowego oraz „Kina z okna”.

## Konkursy
W  Konkursie Głównym „Wytyczanie Drogi” o Krakowską Nagrodę Filmową w wysokości 25 000 USD znalazły się:
- “Disco” (reż. Jorunn Myklebust Syversen)
- „Wildland” (reż. Jeanette Nordahl)
- “Gold” (reż. Rogier Hesp)
- “A Thief’s Daughter” (reż. Belén Funes)
- „Maternal” (reż. Maura Delpero)
- „Maryjki” (reż. Daria Woszek)[9]
- „Lina de Lima” (reż. María Paz González)
- „Dinner in America” (reż. Adam Rehmeier)
- „My dwie” (reż. Filippo Meneghetti)
- „Welcome to the USA” (reż. Assel Aushakimova)

W Konkursie Polskich Filmów Fabularnych rywalizujących o nagrodę w wysokości 100 000 PLN znalazły się:
- „Sala Samobójców. Hejter” (reż. Jan Komasa)
- „Nic nie ginie” (reż. Kalina Alabrudzińska)
- „Supernova” (reż. Bartosz Kruhlik)
- „Ukryta gra” (reż. Łukasz Kośmicki)
- „Wszystko dla mojej matki” (reż. Małgorzata Imielska)
- „Żelazny most” (reż. Monika Jordan-Młodzianowska)
- „Zgniłe uszy” (reż. Piotr Dylewski)
- „Bliscy” (reż. Grzegorz Jaroszuk)
- „Safe inside” (reż. Renata Gabryjelska)
- „Interior” (reż. Marek Lechki)

## Wokół festiwalu

### SerialCon[10]
W trakcie 13. Mastercard OFF CAMERA, na platformie Player.pl odbyły się dyskusje między innymi wokół takich seriali jak: „Król”, „Szadź”, czy „Chyłka: Kasacja”. W związku z pandemią, jeden z paneli dyskusyjnych poświęcony został tematowi: Seriale w kwarantannie. Wśród gości znaleźli się: Magdalena Stępień (tattwa), Kaja Szafrańska (Jakbyniepaczec v 2.0.) oraz Anna Szatan (Piekielna Strona Popkultury).
Nie zabrakło jednak także offowych seriali. Jeden z paneli poświęcony był serialowi „Kontrola” w reżyserii Nataszy Parzymies, który odbił się szerokim echem na całym świecie. Oprócz pokazu odcinków, widzowie mieli okazję obejrzeć Q&A z twórcami.
W trakcie panelu: Seriale, które się brzydko zestarzały, Krzysztof Majewski (KinoTalk), Maciej Stasierski (Watching Closely) oraz Magdalena Stępień (tattwa) próbowali rozstrzygnąć co sprawia, że serial ma szansę stać się ponadczasowym. Zaś o przepisie na stworzenie najchętniej oglądanego polskiego serialu opowiedzieli Szymon Bobrowski i Łukasz Palkowski – twórcy serialu „Chyłka: Kasacja”.

### SCRIPT PRO[11]
25 września wieczorem odbyła się wirtualna gala wręczenia nagród w konkursie SCRIPT PRO.

#### Kategoria – pełnometrażowy film fabularny
Jury obradowało w składzie: Maciej Karpiński (SFP), Michał Komar (ZAiKS), Anna Waśniewska-Gill (TVN), Magdalena Łazarkiewicz (reżyserka), Grzegorz Łoszewski (scenarzysta).
Nagrodę Główną Stowarzyszenia Filmowców Polskich w wysokości 15 000 zł otrzymał Piotr Hadyna za scenariusz „Knebel”.
Nagrodę Specjalną Stowarzyszenia Autorów ZAiKS jury w wysokości 5000 zł przyznało dwójce autorów ex aequo – Natalii Ossowskiej za „Szmery”i Michałowi A. Zielińskiemu za „Kos – western kościuszkowski”.

#### Kategoria – słuchowisko
Jury obradowało w składzie: Jakub Barzak (Storytel), Janusz Kukuła (Teatr Polskiego Radia), Krzysztof Terej (producent).
Nagrodę Główną Storytel w wysokości 10 000 zł i realizacja słuchowiska przez Storytel, jury postanowiło przyznać dwójce autorów ex aequo Gabrieli Łazarkiewicz-Sieczko za scenariusz „Gram o wszystko” i Arkadiuszowi Pilchowi za scenariusz „Za wolność Waszą i Naszą”.

## Nagrody[12]
Decyzją Jury Konkursu Głównego "Wytyczanie Drogi" główną nagrodę otrzymał film „Maternal" w reżyserii Maury Delpero.
W Konkursie Polskich Filmów Fabularnych wygrała „Supernova" w reżyserii Bartosza Kruhlika.
Nagrodę publiczności ufundowaną przez BNP Paribas Bank Polska S.A. zdobyły "Maryjki" w reżyserii Darii Woszek.
Nagrodę Mastercard Rising Star dla najlepszego aktorskiego debiutu – wyróżnienie i 10 000 PLN otrzymała Zofia Domalik, która jest jednocześnie laureatką nagrody dla Najlepszej Aktorki (jej partnerem był Player.pl) za film „Wszystko dla mojej matki” (reż. Małgorzata Imielska).
Najlepszym Aktorem został Maciej Musiałowski (partnerem było UPC) za film „Sala Samobójców. Hejter” (reż. Jan Komasa).
Jurorzy przyznali również wyróżnienie aktorskie, które otrzymał Bartłomiej Topa za film „Żelazny most” (reż. Monika Jordan-Młodzianowska).
Nagroda Międzynarodowej Federacji Krytyków Filmowych FIPRESCI trafiła do filmu "A Thiefs Daughter” (reż. Belén Funes).

## Jurorzy
Konkurs Główny „Wytyczanie drogi” rozstrzygnęło jury w składzie:
- Jan Komasa – reżyser, scenarzysta, producent. Jego film “Boże Ciało” (2019) zdobył ponad 40 nagród na prawie 70 festiwalach filmowych oraz był nominowany do Oscara w kategorii Najlepszy Film Międzynarodowy.
- Sophie Hyde – reżyserka, producentka i autorka scenariuszy. Jest założycielką i członkinią kolektywu filmowego Closer Productions. Jej debiut fabularny „52 Tuesdays” zdobył nagrodę reżyserską w Sundance i Kryształowego Niedźwiedzia na Festiwalu Filmowym w Berlinie.
- Tom Hall – scenarzysta, reżyser filmowym i telewizyjny. Uczy pisania scenariuszy, aktorstwa i tworzenia filmów w różnych instytucjach w Irlandii. Jest także wielokrotnie nagradzanym pisarzem literackim, krytykiem, felietonistą i redaktorem magazynu The Dubliner. Pracował m.in. nad „Modern Love” dla Amazon Prime.

W jury Konkursu Polskiego zasiedli:
- Paul Wesley – amerykański aktor, reżyser, producent telewizyjny i filmowy polskiego pochodzenia. W telewizyjnym dramacie Agnieszki Holland „Strzał w serce” zagrał razem z Giovannim Ribisim, Eliasem Koteasem i Samem Shepardem. Był rycerzem Lancelotem w „Młodym królu Arturze”. W dramacie sportowym "Siła spokoju" (2006) wystąpił u boku Scotta Mechlowicza i Nicka Nolte. Pojawił się w głównej roli reżysera telewizyjnego, Jake’a Tannera, w dreszczowcu Jeffa Fishera "Killer Movie" (2008). Międzynarodową popularność przyniosła mu rola Stefana Salvatore w serialu „Pamiętniki wampirów”. Zagrał postać Eddy’ego Longo w „Opowiedz mi bajkę”.
- Margie Simkin – reżyserka castingu. Pracowała z Jamesem Cameronem nad „Avatarem”, obsadzając w głównych rolach Zoe Saldaña, Sama Worthingtona i Sigourney Weaver.
- Oren Moverman – jest współzałożycielem firmy producenckiej Sight Unseen. Napisał scenariusz i wyreżyserował filmy: “The Messenger” i “Rampart”, z udziałem Woody’ego Harrelsona, a także “Time Out of Mind” i “Kolację” z Richardem Gere’em.

## Goście
Gościem specjalnym 13. edycji Mastercard OFF CAMERA był Bill Pullman.